# أولو جاكوبس
أولودوتون باييو جاكوبس (من مواليد 11 يوليو 1942)، والمعروف باسم أولو جاكوبس ، هو ممثل نيجيري ومدير سينمائي . قام ببطولة العديد من المسلسلات التلفزيونية البريطانية والأفلام العالمية.  أشاد الكثيرون بأولو جاكوبس باعتباره أحد أعظم الممثلين الأفارقة وأكثرهم احترامًا في جيله. إلى جانب بيت إدوتشي، يعتبره العديد من وسائل الإعلام والمعلقين السينمائيين والنقاد والممثلين الآخرين أحد أكثر الممثلين الأفارقة تأثيرًا في كل العصور، ويُنظر إليه على نطاق واسع على أنه رمز ثقافي. 
في عام 2007 فاز بجائزة أكاديمية الفيلم الأفريقي لأفضل ممثل في دور رئيسي.    
في عام 2020 انتشرت شائعات عن وفاة جاكوبس ، لكن الممثلة كيمي لالا أكيندوجو رفضت هذه التقارير. 

## سيرة شخصية
ولد أولودوتون باييو جاكوبس لوالدين من إجبا ألاكي. أمضى طفولته المبكرة في كانو  والتحق بمدرسة هولي ترينيتي حيث كان عضوًا في جمعيات المناظرة والدراما. كان تم إلهامه لاغتنام فرصة التمثيل عندما حضر إحدى الحفلات الموسيقية السنوية التي أقامها الرئيس هوبير أوغوندي في فندق كولونيال في كانو . بعد ذلك ، حصل على تأشيرة وسافر إلى إنجلترا لدراسة التمثيل.
قام جاكوبس لاحقًا بدور البطولة في أكثر من 120 فيلمًا من أفلام نوليوود . يعتبر أحد أفضل ممثلي نوليوود النيجيريين. 

## الجوائز
تم تكريم أولو جاكوبس بجائزة استحقاق الصناعة عن إنجازاته البارزة في التمثيل في حفل جوائز أفريقيا ماجيك للمشاهدين لعام 2013. 

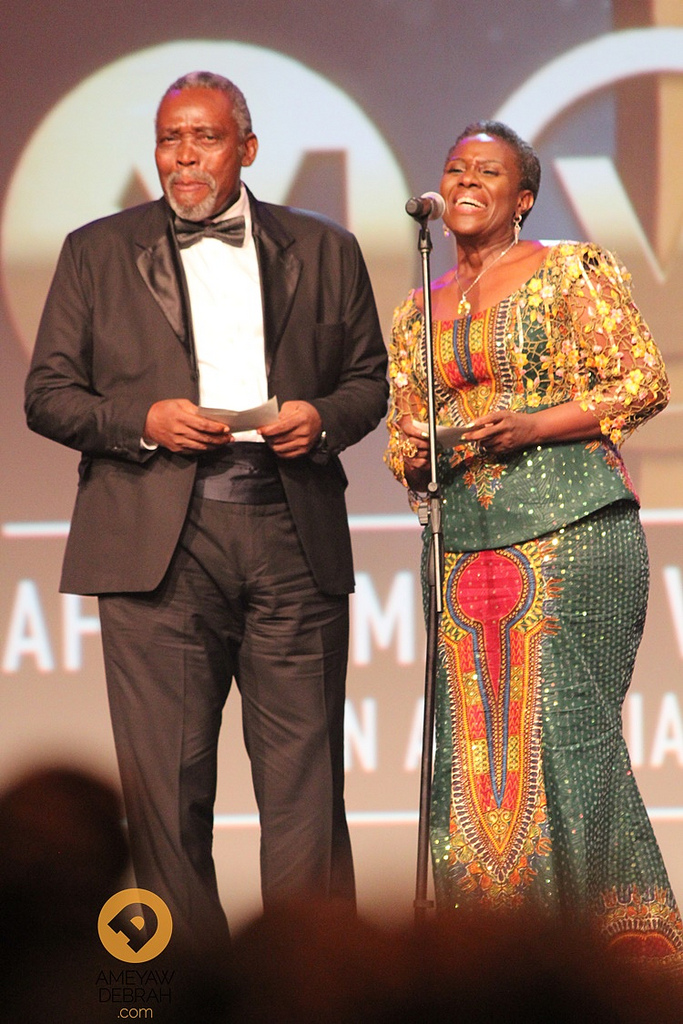
أولو جاكوبس وزوجته